# Saropogon aurifrons
Saropogon aurifrons är en tvåvingeart som först beskrevs av Macquart 1849.  Saropogon aurifrons ingår i släktet Saropogon och familjen rovflugor. Inga underarter finns listade i Catalogue of Life.